# Андреја Стојановић
Андреја Стојановић (Београд, 12. новембра 1998) српски је фудбалер који тренутно наступа за Раднички из Ниша.

## Каријера

### Земун
Као члан селекције Чукаричког, Стојановић је био део екипе која је изборила пласман у УЕФА Лигу младих тимова, претходно освојивши Омладинску лигу лигу Србије за сезону 2015/16. У последњем колу тог такмичења, одиграном на Стадиону Рајко Митић, Стојановић је био стрелац у победи свог тима резултатом 3ː1, против домаће Црвене звезде. Стојановић је током наредне сезоне остао члан Чукаричког, али је њен већи део провео ван терена због повреде кичме. Лета 2017, раскинуо је стипендијски уговор са клубом и прешао у редове Земуна. У том клубу је, током првог дела наредне календарске године тренирао са првим тимом, код тренера Милана Милановића, али до краја такмичарске 2017/18. није наступао на званичним сусретима у Суперлиги, као ни у Купу Србије. Нешто касније, у августу исте године, Стојановић је уступљен убском Јединству, за такмичење у Српској лиги Запад у сезони 2018/19. По истеку првог дела сезоне, договор о једногодишњем уступању споразумно је прекинут током зимске паузе, након чега се играч вратио у погон Земуна. Свој дебитантски наступ у професионалној конкуренцији, Стојановић је забележио на отварању пролећног дела такмичарске 2018/19, ушавши у игру уместо повређеног Немање Вучића у 29. минуту утакмице против Рада, на Стадиону Краљ Петар Први. Стојановић је, касније, у игру ушао и на сусрету са Радничким из Ниша, док је прву утакмицу на терену започео у 28. колу Суперлиге Србије, на гостовању Вождовцу. Након испадања Земуна у Прву лигу Србије, Стојановић је такмичарску 2019/20. започео као члан прве поставе, а свој први погодак за клуб постигао је у другом колу тог такмичења, против екипе Синђелића. Свој други погодак у сезони постигао је у победи над екипом Трајала у 20. колу.

### Колубара
Почетком 2020. године, Стојановић се вратио у лазаревачку Колубару, за чије је млађе селекције наступао неколико година раније. Дебитовао је отварању пролећног дела сезоне, против Динама у Врању, када се нашао у стартној постави тренера Зорана Милинковића. У Првој лиги Србије одиграно је три кола, после чега је, 15. марта исте године, саопштена одлука о проглашењу ванредног стања на територији читаве државе, услед епидемије вируса корона. У складу с тим, Фудбалски савез Србије је обавестио јавност да су од тог момента отказани сви догађаји под окриљем те организације и да клубови треба да се придржавају даљих упутстава надлежних институција. Фудбалски клуб Колубара је надаље обуставио све активности играчког кадра, а после паузе тренинзи су почели почетком маја. Такмичење у Првој лиги Србије настављено је 30. маја, када је у Лазаревцу гостовала екипа Металца из Горњег Милановца. На тој утакмици постигао је један од три поготка у победи своје екипе. Погодио је и на затварању сезоне када је Колубара поражена на гостовању Жаркову, резултатом 2 : 1. Почетком наредне такмичарске године, Стојановић је постигао 4 поготка на уводна три сусрета. Противници су редом били Лозница, врањски Динамо, те крушевачки Трајал. До краја сезоне још неколико пута остварио се у улози асистента. Екипа Колубаре је сезону завршила као друга на табели и остварила историјски пласман у Суперлигу. У 16. колу тог такмичења за сезону 2021/22. Стојановић је био асистент Василију Бакићу за минималну победу над Напретком. Постигао је три поготка, од чега је два пута погађао против лучанске Младости, а једном против крагујевачког Радничког.

### Раднички Ниш
Током јула 2022. медији су писали о могућем трансферу Стојановића у Раднички из Ниша. Посао је закључен крајем истог месеца и Стојановић је прешао у тај клуб. Дебитовао је у поразу од екипе ТСЦ Бачке Тополе на домаћем терену у 4. колу Суперлиге Србије. Асистирао је код првог поготка Саше Марјановића у победи над крушевачким Напретком у оквиру 8. кола Суперлиге. Био је асистент и у победи над суботичким Спартаком у 12. колу српског шампионата. Стандардно је наступао до краја исте календарске године. Тренер Ненад Лалатовић је током зимске паузе на месту левог бека уигравао Базила Јамкама, који је на тој позицији заиграо у наставку сезоне уместо Стојановића. Своју одлуку образложио је тиме да је екипа добила на чврстини и скок игри.

## Статистика

#### Клупска
Ажурирано 23. фебруара 2023.
|                          |          |                   |     |    |   |   |   |   |   |   |     |    |  |  |
| Чукарички                | 2015/16. | Суперлига Србије  | 0   | 0  | 0 | 0 | — | — | — | — | 0   | 0  |  |  |
| Чукарички                | 2016/17. | Суперлига Србије  | —   | —  | — | — | — | — | — | — | —   | —  |  |  |
| Чукарички                | Укупно   | Укупно            | 0   | 0  | 0 | 0 | — | — | — | — | 0   | 0  |  |  |
|                          |          |                   |     |    |   |   |   |   |   |   |     |    |  |  |
| Земун                    | 2017/18. | Суперлига Србије  | 0   | 0  | 0 | 0 | — | — | — | — | 0   | 0  |  |  |
| Земун                    | 2018/19. | Суперлига Србије  | 6   | 0  | — | — | — | — | — | — | 6   | 0  |  |  |
| Земун                    | 2019/20. | Прва лига Србије  | 14  | 2  | 0 | 0 | — | — | — | — | 14  | 2  |  |  |
| Земун                    | Укупно   | Укупно            | 20  | 2  | 0 | 0 | — | — | — | — | 20  | 2  |  |  |
|                          |          |                   |     |    |   |   |   |   |   |   |     |    |  |  |
| Јединство Уб (позајмица) | 2018/19. | Српска лига Запад | 10  | 0  | — | — | — | — | — | — | 10  | 0  |  |  |
|                          |          |                   |     |    |   |   |   |   |   |   |     |    |  |  |
| Колубара                 | 2019/20. | Прва лига Србије  | 7   | 2  | — | — | — | — | — | — | 7   | 2  |  |  |
| Колубара                 | 2020/21. | Прва лига Србије  | 24  | 4  | 1 | 0 | — | — | — | — | 25  | 4  |  |  |
| Колубара                 | 2021/22. | Суперлига Србије  | 23  | 3  | 2 | 0 | — | — | — | — | 25  | 3  |  |  |
| Колубара                 | 2022/23. | Суперлига Србије  | 2   | 0  | — | — | — | — | — | — | 2   | 0  |  |  |
| Колубара                 | Укупно   | Укупно            | 54  | 9  | 3 | 0 | — | — | — | — | 57  | 9  |  |  |
|                          |          |                   |     |    |   |   |   |   |   |   |     |    |  |  |
| Раднички Ниш             | 2022/23. | Суперлига Србије  | 17  | 0  | 2 | 0 | — | — | — | — | 19  | 0  |  |  |
|                          |          |                   |     |    |   |   |   |   |   |   |     |    |  |  |
| Каријера                 | Каријера | Каријера          | 101 | 11 | 5 | 0 | — | — | — | — | 106 | 11 |  |  |
|                          |          |                   |     |    |   |   |   |   |   |   |     |    |  |  |